# Hult (Ale)
Hult is een plaats in de gemeente Ale in het landschap Västergötland en de provincie Västra Götalands län in Zweden. De plaats heeft 108 inwoners (2005) en een oppervlakte van 38 hectare.